# Buds Won’t Bud
Buds Won’t Bud ist ein Popsong, den Harold Arlen (Musik) und E. Y. Harburg (Text) verfassten und 1937 veröffentlichten.

## Hintergrund
Im Jahr 1930 schrieb Arlen erstmals die Musik zu einem Lied des Songwriters Jay Gorney, aus dem später Buds Won’t Bud wurde. Dessen zweiter Chorus begann mit den Worten: Oh the buds won’t bud / The dew won’t do. Zwei Jahre später überarbeitete Harlen den Song in zwei ähnliche Lieder, in Cause You Didn’t Do Right und eben Buds Won’t Bud, mit einem Text von Yip Harburg.
Das Lied wurde dann in der von Vincente Minnelli produzierten Broadway-Revue Hooray For What! verwendet, die vom 1. Dezember 1937 bis zum 21. Mai 1938 im Winter Garden Theatre, New York lief. Vorgestellt wurde der Song von Hannah Williams.
Der Refrain beginnt mit einem Nonenakkord, gefolgt von einer zehntaktigen Bridge, die zu einer chromatischen Melodie mit Mollakkorden und verminderten Akkorden überleitet. Der Songtext zählt zu Harburgs lebendigsten Werken, rhythmisch und reich an Wortspielen. Der Song beginnt mit den Zeilen:
Buds won’t bud, breeze won’t breeze and dew won’t dew,

One and one ain’t even two

When the love you love won’t love you.

## Erste Aufnahmen und spätere Coverversionen
Judy Garland sollte Buds Won’t Bud ursprünglich in dem Film Andy Hardy Meets Debutante (1940, Regie George B. Seitz) singen; das Lied wurde aber vor der Fertigstellung des Films herausgenommen. Garlands Plattenaufnahme für Decca Records entstand am 10. April 1940. In diesem Jahr nahm auch die Orchester von Benny Goodman (Columbia, mit Helen Forrest, Gesang), Tommy Dorsey (Victor, mit Connie Haines, Gesang) und Tommy Tucker (OKeh 5634, mit Al Knapp) den Song auf; Ethel Waters sang Buds Don’t Bud in dem MGM-Spielfilm Cairo (1942, Regie W. S. Van Dyke). In späteren Jahren entstanden noch Versionen des Songs von Phil Harris, Bea Wain, Ralph Burns (Decca, mit Marcy Lutes), Richard Rodney Bennett, Peggy Lee und Julie Wilson (Sings the Harold Arlen Songbook, 1989). Der Diskograf Tom Lord listet im Bereich des Jazz insgesamt 25 (Stand 2015) Coverversionen.